# Joseph-Augustin Boullier de Branche
Pour les articles homonymes, voir Boullier de Branche et Boullier.
Joseph-Augustin Boullier de Branche (16 octobre 1827, Ernée - 2 mars 1897, Ernée)

## Biographie
Joseph-Augustin Boullier de Branche est né dans une famille d'ancienne bourgeoisie originaire du Maine, issue de Pierre Boullier (né en 1644), bourgeois de La Bazouge-des-Alleux, (Mayenne). *François Boullier (1678-1736), était marchand de toiles, avocat du roi au grenier à sel d'Ernée, administrateur de l'Hôtel-Dieu d'Ernée. *François Boullier (1723-1787), était procureur fiscal au Bailliage d'Ernée. *Joseph Boullier de Branche (1761-1812), était bourgeois d'Ernée. *Augustin Boullier de Branche (1827-1897), était bourgeois d'Ernée.
Joseph-Augustin Boullier de Branche est le fils d'Augustin Boullier de Branche.

### Carrière
Il se fit recevoir avocat et exerça à Mayenne, où il entra au conseil municipal en 1860. Il avait été élu conseiller d'arrondissement pour le canton d'Ernée, le 23 avril 1859, en remplacement de M. Aubin de la Messuzière ; réélu en 1861, il échoua en 1867 quand il se présenta, dans le canton de Mayenne-Ouest, contre M. Chédeau, candidat gouvernemental.
Envoyé à l'Assemblée nationale le 8 février 1871, le dernier sur sept. par 60 751 suffrages, il siégea à droite, comme légitimiste et fit partie de la réunion Colbert et du cercle des Réservoirs. Il vota pour le traité de paix de Francfort, l'abrogation des lois d'exil, les prières publiques, contre les enterrements civils, pour l'ordre du jour Ernoul, qui entraîna la chute du président Adolphe Thiers, etc. Il ne se représenta pas en 1876. Déjà, en octobre 1871, il avait échoué aux élections du conseil général contre Gustave Denis.
Il fut nommé maire de Mayenne par décret du 12 février 1874 ; remplacé par Henri Gandais le 24 janvier 1877, il rentra à la mairie par décret du 22 juin 1877. Il échoue aux Élections législatives de 1877. Il est mort à Ernée, le 2 mars 1897.

## Filiation
Un de ses fils est René Joseph Boullier de Branche (1867-1922), il est membre du Comité de la Jeunesse Royaliste en Mayenne à la fin du XIXe siècle et au début du XXe siècle. Impliqué dans cette organisation, il montre une préférence pour l'action des Ligues, comme le suggèrent les débats judiciaires consécutifs à un procès intenté aux dirigeants du Comité de la Jeunesse Royaliste de la Mayenne, dont il fait partie. Il est défendu lors de ses procès par Eugène Godefroy, un ancien prévenu des Procès pour complot devant la Haute Cour, Me Allouel et Edmond Lucien Leblanc.

## Sources
- « Joseph-Augustin Boullier de Branche », dans Adolphe Robert et Gaston Cougny, Dictionnaire des parlementaires français, Edgar Bourloton, 1889-1891 [détail de l’édition]